# Herbern van Putten
Herbern van Putten (1316 - 1382) was een edelman en roofridder in Gelre en Overijssel. Hij was lid van het geslacht Van Putten, dat omvangrijke bezittingen had in het Land van Vollenhove en aan de noordrand van de Veluwe. Herbern had een broer, genaamd Pelgrim.

## Bezittingen
In 1363 werd Herbern door hertog Eduard van Gelre beleend met de kastelen Old Putten en Puttenstein. Hij beschikte verder over diverse bezittingen in het noorden van de Veluwe, in de Graafschap, het Land van Vollenhove en in Drenthe. Daarnaast bezat hij allerlei vis- en tiendrechten. Hij vulde zijn inkomsten verder aan met rooftochten.

## Conflicten
Herbern had regelmatig problemen met de steden Elburg, Hattem, Harderwijk en Kampen. Hij voerde namelijk roof- en plundertochten uit in de omgeving. In 1361 stelde de stad Elburg een klaagakte op waarin ze de wandaden van Herbern en zijn mannen opsomden. Zo had hij met zijn mannen hout, bier, turf en hooi gestolen. Ook hadden ze bewoners van Elburg fysiek letsel toegebracht: ze kwamen een keer gewapend de stad binnen en vermoordden twee burgers en verwondden tien anderen. De dag erna kwamen ze nog eens terug, doodden een hoogzwangere vrouw en namen enkele van haar bezittingen mee.
Voor de Utrechtse bisschop werd Herbern eveneens een bedreiging. Zijn kasteel Puttenstein lag niet al te ver van Kampen vandaan, waardoor de invloed van Herbern in deze regio steeds groter werd. Toen Herbern in 1372 beleend wilde worden met de goederen die hij reeds in het Sticht Utrecht bezat, stelde bisschop Arnoud II van Horne als eis dat Herbern eerst een eind zou maken aan het geweld en de plunderingen. Herbern ging hiermee akkoord. De familie Van Putten sloot in 1372 tevens een vriendschapsverdrag met Kampen. Voor deze stad was het immers van belang dat een mogelijke oorlog werd voorkomen vanwege de eigen handelsbelangen.

## Oorlog
In 1374 ging het alsnog mis: Kampen zou negen knechten van Herbern hebben doodgeslagen. Tevens had de richter van Kamperveen ook nog eens drie van zijn knechten omgebracht. Herbern stelde in februari een klaagbrief op over de gebeurtenissen, en uit wraak beroofde hij enkele Kampense burgers en bezette hij Kamperveen. De stad Kampen zei hierna het vriendschapsverdrag op.
Zowel bisschop Arnoud als de stad Kampen verklaarden in 1374 Herbern de oorlog. In juni 1375 belegerden ze kasteel Puttenstein en na twee maanden wisten ze het in te nemen en te verwoesten. Herbern werd gevangengezet.

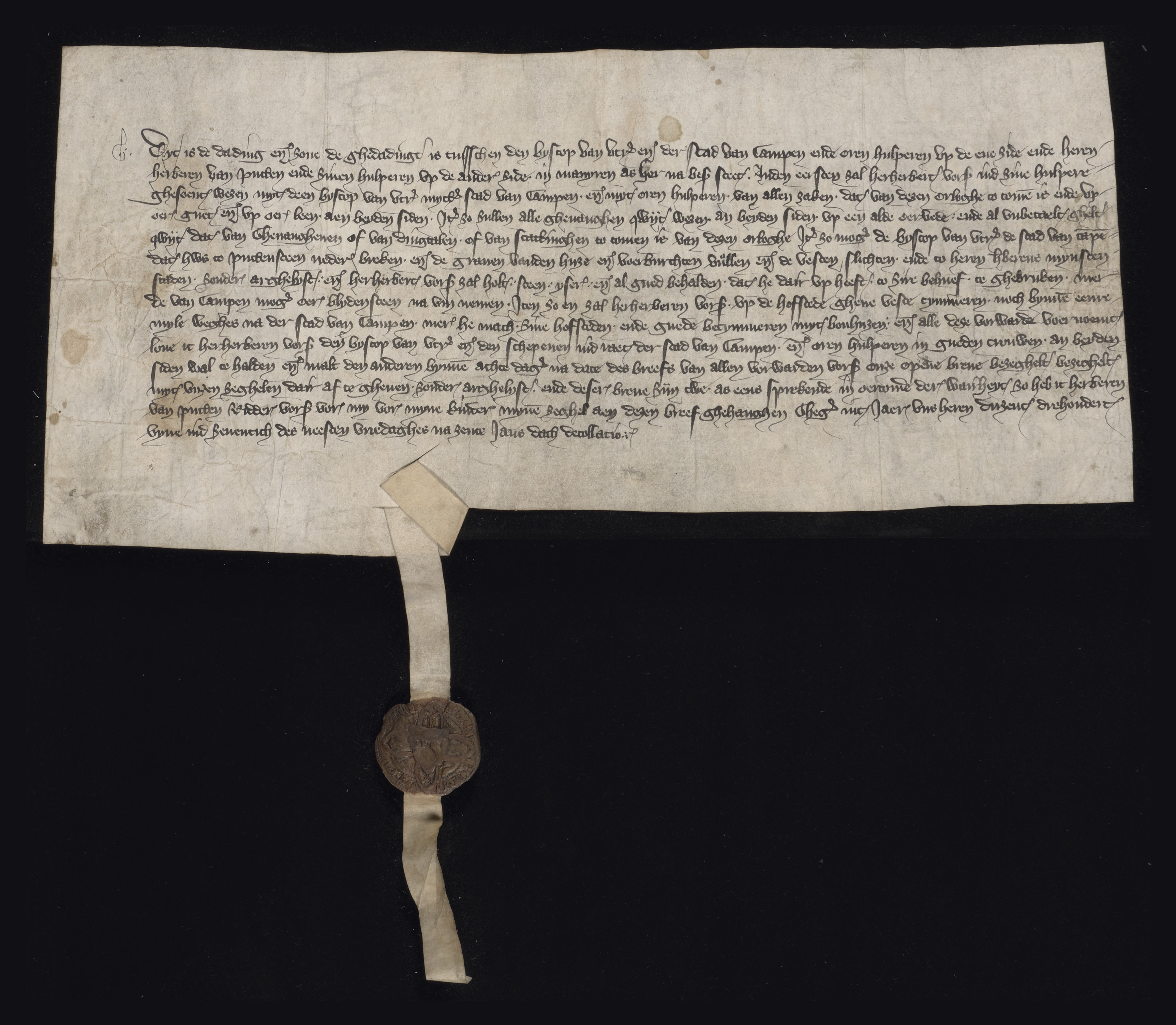
Zoenbrief tussen de Utrechtse bisschop, de stad Kampen en Herbern van Putten (1375)

## Verzoening
In augustus 1375 werd er een zoenbrief opgesteld tussen de bisschop, de stad Kampen en Herbern. In deze brief kreeg Herbern toestemming de sloopresten van het kasteel Puttenstein, zoals hout, steen en ijzer, te mogen behouden, maar tegelijk moest hij beloven het kasteel niet te herbouwen en ook geen ander kasteel te stichten in de nabijheid van Kampen. Hierna trok Herbern zich terug op zijn kasteel Old Putten, waar hij rond 1382 zou overlijden.
Hij liet een dochter achter, die huwde met Pillegrom de Vos.